# Parangitia corma
Parangitia corma là một loài bướm đêm trong họ Noctuidae.